# ایگور اشتیماتس
ایگور اشتیماتس (به کروات: Igor Štimac) تلفظ [îgor ʃtǐ:mat͡s] (زادهٔ ۶ سپتامبر ۱۹۶۷ در متکویچ) بازیکن پیشین و مربی کنونی فوتبال اهل کرواسی است. وی در زمان بازیگری در پست دفاع میانی بازی می‌کرد.
او از آبان ۱۳۹۴ تا اردیبهشت ۱۳۹۵ سرمربی تیم فوتبال سپاهان اصفهان بود. وی هشتمین سرمربی خارجی و چهارمین سرمربی کروات باشگاه سپاهان محسوب می‌شد.
ایگور اشتیماتس که او را در ایران با نام ایگور استیماچ می‌شناسند، در تیم‌های شاخصی چون هایدوک اسپلیت، وستهام یونایتد و دربی کانتی توپ زده‌است. او کاپیتان دربی کانتی شد و چنان محبوبیتی کسب کرد که در لیست یازده بازیکن برتر تاریخ این باشگاه قرار گرفت.

## دوران بازی

### ملی
اشتیماتس ۵۳ بازی برای تیم ملی فوتبال کرواسی به انجام رسانده و دو گل ملی نیز در کارنامهٔ خود دارد. وی به همراه تیم ملی کرواسی در جام ملت‌های اروپا ۱۹۹۶ حضور داشت. او همچنین یکی از بازیکنان تیم ملی کرواسی در جام جهانی ۱۹۹۸ بود که به همراه این تیم موفق به کسب مقام سوم و دریافت مدال برنز این دوره از مسابقات جام جهانی شدند.
اشتیماتس که یکی از بازیکنان با استعداد و درخشان تیم ملی جوانان یوگسلاوی بود، در مسابقات جام جهانی زیر ۲۰ سال در سال ۱۹۸۷ به مقام قهرمانی رسید تا ویترین افتخاراتش را با بزرگترین جام ردهٔ سنی خودش افتتاح کند. او در این مسابقات در چهار بازی برای تیم خود به میدان رفت دو گل به ثمر رساند.

### باشگاهی
در فوتبال باشگاهی، او بهترین دوران فوتبالی‌اش را در باشگاه‌های هایدوک اسپلیت و دربی کانتی سپری کرده‌است.
او در ۳۱ اکتبر ۱۹۹۵ با مبلغ یک و نیم میلیون یورو از هایدوک اسپلیت به دربی کانتی منتقل شد. وی در اولین بازی در زمین حریف یک گل برای دربی کانتی به ثمر رساند اما ترانمره با یک بازی خوب روند بازی را به سود خود چرخاند و در نهایت بازی را ۵–۱ به سود خود کرد و دربی کانتی را به خانه فرستاد. این شکست سنگین، آغاز دورهٔ با ثباتی در آن فصل شد و آن‌ها موفق شدند رکورد ۲۰ بازی بدون شکست را در آن فصل ثبت کنند. او چهار سال برای دربی کانتی به میدان رفت و سپس در ۲۹ اوت ۱۹۹۹ با مبلغ ۶۰۰ هزار یورو به وستهام یونایتد منتقل شد.
وی در مجموع ۸۴ بازی در مسابقات لیگ، ۷ بازی در جام حذفی و ۲ بازی در جام اتحادیه در ترکیب دربی کانتی به میدان رفت.
در سال ۲۰۰۹ در جریان یک نظرسنجی طرفداران تیم دربی کانتی او را به عنوان یکی از یازده بازیکن برتر تاریخ باشگاه دربی کانتی انتخاب کردند.
به جز فوتبال او برای مدت کوتاهی هم به دنبال خوانندگی رفت و با انتشار آهنگی به نام «Mare i Kate در یوتیوب» در دنیای موسیقی پاپ هم خودی نشان داد.

## دوران مربیگری
او به عنوان سرمربی سابقهٔ حضور در هایدوک اسپلیت، سیبالیا، ان‌کی زاگرب، تیم ملی کرواسی، زادار، سپاهان و الشحانیه را نیز دارد.

## گل‌های ملی
| # | تاریخ          | محل برگزاری | در مقابل | گل    | نتیجه | رقابت             |
| - | -------------- | ----------- | -------- | ----- | ----- | ----------------- |
| ۱ | ۳ سپتامبر ۱۹۹۵ | زاگرب       | استونی   | ۶ – ۱ | ۷ – ۱ | مقدماتی یورو ۱۹۹۶ |
| ۲ | ۲۶ مارس ۱۹۹۶   | واراژدین    | اسرائیل  | ۱ – ۰ | ۲ – ۰ | بازی دوستانه      |

## افتخارات

### بازیکن
باشگاهی
هایدوک اسپلیت
- جام یوگسلاو (۱): ۱۹۹۱
- لیگ کرواسی (۲): ۱۹۹۲، ۹۵–۱۹۹۴
- جام کرواسی (۱): ۹۵–۱۹۹۴

ملی
- قهرمانی در جام جهانی جوانان در سال ۱۹۸۷ به همراه تیم ملی جوانان یوگسلاوی
- سومی در جام جهانی ۱۹۹۸ به همراه تیم ملی کرواسی

### مربی
هایدوک اسپلیت
- لیگ کرواسی (۱): ۰۵–۲۰۰۴